# Wild Thing (Tone-Lōc-Lied)
Wild Thing ist ein Lied von dem Rapper Tone Lōc aus dem Jahre 1988. Es erschien auf seinem Album Lōc-ed After Dark. 

## Geschichte
Der Titel des Liedes ist eine Anspielung auf den Satz „doin' the wild thing,“ ein Euphemismus für männlichen Sex, nicht wie im gleichnamigen Wild Thing von The Troggs, (welches später in einer Psychedelic Version von Jimi Hendrix gecovert wurde), wo das „wild thing“ ein Mädchen war. 
Nach seiner Veröffentlichung im Jahre 1988 erreichte Tone Lōcs Lied Platz zwei in den amerikanischen Billboard Hot 100 und wurde noch beliebter durch eine Parodie des Liedes von Weird Al Yankovic mit dem Titel Isle Thing. In den USA verkaufte sich das Lied über zwei Millionen Mal und wurde zweimal mit einer Platin-Schallplatte ausgezeichnet. In Großbritannien erreichte das Lied Platz 21 der Charts.
Das Lied nutzt ein Sample von Van Halens Jamie’s Cryin’. Van Halens Management sprach mit Tone Loc, und das Management erlaubte ihm, das Sample unter einer Auszahlung von $ 5.000 zu nutzen. Diese Entscheidung traf das Management, obwohl die Band selbst nichts von dieser Vereinbarung wusste. Die Bandmitglieder wurden schließlich als Co-Autoren von Wild Thing eingetragen und erwarteten nicht, dass dieses Lied ein Hit wird. Als das Lied später erfolgreich wurde, bekam die Band zusätzlich $ 180.000. Alex Van Halen erklärte, dass er das Lied erstmals über das Radio hörte und nicht realisierte, dass dieses Lied ein Sample von einem Lied seiner Band benutzt. Erst später fiel ihm die Ähnlichkeit mit einem seiner Lieder auf. Er sagte dazu: „Wir haben auch unser Beitrag dazu geleistet und Lohn bekommen, aber Tone Loc und seine Leute machten Millionen daraus...“
Im Jahr 2000 wurde das Lied von der Sängerin Peaches geremixt.

## Musikvideo
Die Produktion des Musikvideos kostete lediglich 500 Dollar. Im Musikvideo wurde der Style von Robert Palmers Musikvideo zu Addicted to Love übernommen, mit leicht bekleideten Frauen, welche neben Tone Lōc die Gitarren spielen. Die Schauspielerin Tracy Camilla Johns übernahm im Musikvideo die Hauptrolle der vielen Frauen.

## Rezeption

### Chartplatzierungen
| ChartsChartplatzierungen       | Höchstplatzierung | Wochen |
| ------------------------------ | ----------------- | ------ |
| Deutschland (GfK)              | 18 (19 Wo.)       | 19     |
| Schweiz (IFPI)                 | 23 (5 Wo.)        | 5      |
| Vereinigte Staaten (Billboard) | 2 (25 Wo.)        | 25     |
| Vereinigtes Königreich (OCC)   | 21 (8 Wo.)        | 8      |

| ChartsJahrescharts (1989)      | Platzierung |
| ------------------------------ | ----------- |
| Deutschland (GfK)              | 66          |
| Vereinigte Staaten (Billboard) | 33          |

### Auszeichnungen für Musikverkäufe
| Land/Region               | Auszeichnungen für Musikverkäufe (Land/Region, Auszeichnung, Verkäufe) | Verkäufe  |
| ------------------------- | ---------------------------------------------------------------------- | --------- |
| Vereinigte Staaten (RIAA) | Platin                                                                 | 2.000.000 |
| Insgesamt                 | 2× Platin ·                                                            | 2.000.000 |

## Verwendung
Das Lied wurde häufig in Spielfilmen verwendet:
- 1989 im Film Uncle Buck
- 1989 in der Serie Doogie Howser, M.D. (Pilotepisode).
- 2000 im Film Bedazzled
- 2001 im Film The Animal
- 2002 im Film Dark Blue
- 2003 im Film Charlie's Angels: Full Throttle
- 2004 im Film Taxi
- 2006 Parodie im Film Totally Awesome (als „Crazy Stuff“)
- 2011 im Trailer zum Film The Smurfs
- 2011 im Film Big Mommas: Like Father, Like Son

## Peaches Remix
Wild Thing (Peaches Remix) ist eine Remixversion von Tone Lōcs Wild Thing. Das Remix enthält Gesang und Rap von Tone Lōc und Peaches selbst. Mit diesem Remix feierte man den 20. Geburtstag von Delicious Vinyl. Die Remixversion erreichte im Jahr 2008 Platz vier der amerikanischen Dance-Charts.

### Musikvideo
Im Musikvideo zum Wild Thing Remix singen Peaches und Tone Lōc die Remixversion Live im Avalon während des 20. Geburtstags von Delicious Vinyl.